# 12512 Split
12512 Split (tên chỉ định: 1998 HW7) là một tiểu hành tinh vành đai chính. Nó được phát hiện bởi Korado Korlević và M. Dusic ở Đài thiên văn Višnjan ở Višnjan, Croatia, ngày 21 tháng 4 năm 1998. Nó được đặt theo tên thành phố thuộc Split, Croatia.